# Mater adiuncta
Mater adiuncta (w publ. także: mater adiunkta) –  przynależna do macierzy, określenie kościoła, który utracił funkcję świątyni parafialnej i przyłączony został do innej, zwykle sąsiedniej parafii. 
Status mater adiuncta, powodowany zanikiem samodzielności parafii w danej miejscowości, świątynie uzyskiwały głównie z następujących przyczyn:
- spadek liczby ludności w parafii spowodowany zarazą, działaniami wojennymi lub innymi czynnikami
- zmianą wyznania –  zgodnie z obowiązującym wówczas prawem kościelnym, parafia, która wcześniej przeszła na protestantyzm, nie mogła odzyskać swego statusu i ponownie stać się katolicką; byłe świątynie parafialne restytuowane w okresie kontrreformacji oddawano w zarząd istniejącym parafiom sąsiednim,
- ekonomicznych – spowodowanych spadkiem zamożności mieszkańców lub dla powiększenia środków utrzymania proboszcza sąsiedniej parafii,

Przyłączenie świątyni do innego ośrodka nie zawsze było równoznaczne ze zniesieniem parafii nie obsadzonej, zwykle zachowywała ona swoje terytorium i własne dotacje parafialne, a nawet osobny zarząd kościelny działający pod przewodnictwem proboszcza tej parafii, do której została przyłączona.